# Paul Nizan
Paul-Yves Nizan (7. února 1905, Tours – 23. května 1940, v Audruicq u Dunkerque) byl francouzský filozof a spisovatel.

## Životopis
Narodil se v Tours, Indre-et-Loire a studoval v Paříži, kde se spřátelil se spolužákem Jean-Paul Sartre v Lycée Henri IV. Stal se členem Francouzská komunistická strana. Zemřel v bitvě u Dunkerque, boji proti německé armádě v druhé světové válce.
Mezi jeho díla patří romány: Antoine Bloye (1933), Le Cheval de Troie a La conspiration (1938); eseje: „Les Chiens de garde“ (1932) a „Aden Arabie" (1931), které představil novému publiku, když jej představil v roce 1960 s předmluvou od Sartre "Bylo mi dvacet, nenechám někoho říct, jsou to nejlepší léta vašeho života“ to se stalo jedním z nejvlivnějších sloganů studentských protestů v průběhu května.

## Díla
Mezi jeho hlavní romány patří:
- Antoine Bloye (1933)
- Le Cheval de Troie
- La Conspiration (1938)
- Lles Chiens de garde (1932)
- Aden, Arabie" (1931)